# 田岡香逸
田岡 香逸（たおか こういつ、1905年4月 - 1992年1月31日）は、日本の郷土史家。旧名を旭香という。

## 経歴
兵庫県生まれ。1924年、兵庫県立第一神戸中学校卒業。以後、家業の傍ら郷土史研究に努める。1939年、西宮史談会を再興し、幹事長となる。1946年3月から1951年4月まで西宮市立図書館嘱託。また、1947年、西宮市議会議員に当選。1951年、西宮文化協会理事長就任。
1971年、西宮市民文化賞を受賞する。

## 著作目録
- 田岡香逸先生著作目録(甲陽史学会記念事業会 1985, pp. 1–60)